# Mackskalaflugen
Mackskalaflugen är en sjö i Ovanåkers kommun i Hälsingland och ingår i Ljusnans huvudavrinningsområde. Sjön är 13 meter djup, har en yta på 0,288 kvadratkilometer och befinner sig 230,3 meter över havet.

## Delavrinningsområde
Mackskalaflugen ingår i det delavrinningsområde (682376-148159) som SMHI kallar för Utloppet av Mackskalaflugen. Medelhöjden är 277 meter över havet och ytan är 4,08 kvadratkilometer. Räknas de 43 avrinningsområdena uppströms in blir den ackumulerade arean 371,35 kvadratkilometer. Gryckån (Lillskogsån) som avvattnar avrinningsområdet har biflödesordning 3, vilket innebär att vattnet flödar genom totalt 3 vattendrag innan det når havet efter 147 kilometer. Avrinningsområdet består mestadels av skog (81 procent). Avrinningsområdet har 0,29 kvadratkilometer vattenytor vilket ger det en sjöprocent på 7 procent.